# Breutelia azorica
Breutelia azorica är en bladmossart som beskrevs av Jules Cardot 1897. Breutelia azorica ingår i släktet gullhårsmossor, och familjen Bartramiaceae. Inga underarter finns listade i Catalogue of Life.